# Três Lagoas
Três Lagoas – miasto i gmina w Brazylii, w stanie Mato Grosso do Sul.